# سیلویو استانکولسکو
سیلویو استانکولسکو (رومانیایی: Silviu Stănculescu؛ ‏ تلفظ رومانیایی: [ˈsilvju stəŋkuˈlesku]؛ ‏ ۲۴ ژانویهٔ ۱۹۳۲ – ۲۳ اکتبر ۱۹۹۸) بازیگر اهل رومانی بود.

## گزیده فیلم‌شناسی
از فیلم‌هایی که وی در آن نقش داشته‌است، می‌توان به انتقام، آخرین یورش، حق‌السکوت، ولاد تسپش و میرچا اشاره کرد.